# Eremorhax tuttlei
Eremorhax tuttlei es una especie de arácnido  del orden Solifugae de la familia Eremobatidae.

## Distribución geográfica
Se encuentra en Arizona (Estados Unidos).